# París-Tours 1946
La París-Tours 1946 fue la 40.ª edición de la clásica París-Tours. Se disputó el 12 de mayo de 1946 y el vencedor final fue el belga Briek Schotte, que se impuso en solitario a la meta.  

## Clasificación general[3]
|    | Ciclista             | Equipo        | Tiempo     |
| -- | -------------------- | ------------- | ---------- |
| 1  | Briek Schotte        | Alcyon-Dunlop | 6h 39' 19" |
| 2  | Roger Prevotal       |               | + 1' 14"   |
| 3  | Maurice De Muer      |               | + 1' 16"   |
| 4  | Frans Bonduel        | Dilecta       | + 4' 20"   |
| 5  | Jacques Geus         |               | + 4' 20"   |
| 6  | Marcel Tiger         |               | + 4' 20"   |
| 7  | Maurice Desimpelaere |               | + 4' 20"   |
| 8  | André Denhez         |               | + 4' 20"   |
| 9  | Lucien Le Guevel     |               | + 4' 20"   |
| 10 | Robert Van Eenaeme   |               | + 4' 20"   |